# Metaaluminita
La metaaluminita és un mineral de la classe dels sulfats. És un sulfat de fórmula química Al₂(SO₄)(OH)₄·5H₂O. La seva duresa a l'escala de Mohs és 1 a 2. Segons la classificació de Nickel-Strunz, la metaaluminita pertany a «07.DC: Sulfats (selenats, etc.) amb anions addicionals, amb H₂O, amb cations de mida mitjana només; cadenes d'octaedres que comparteixen costats» juntament amb els següents minerals: aluminita, butlerita, parabutlerita, fibroferrita, xitieshanita, botriògen, zincobotriògen, chaidamuïta i guildita.
Ha estat descrita a Itàlia, als Estats Units, a França i al Canadà. Als territoris de parla catalana ha estat descrita a la mina Elvira (Gavà, Baix Llobregat).